# Formidable (Schiff, 1752)
Die Formidable war ein 80-Kanonen-Linienschiff (Zweidecker) 1. Ranges der französischen Marine (1752–1759) und später britischen Marine (1760–1767).

## Geschichte

### Bau
Das am 25. Dezember 1748 bestellte Schiff wurde von dem Schiffbauingenieur Jacques-Luc Coulomb entworfen und unter seiner Bauaufsicht im 1749 im Marinearsenal von Brest auf Kiel gelegt. Der Stapellauf erfolgte im Juni 1751 und die Indienststellung Dezember 1752.

### Einsatzgeschichte
Während des Siebenjährigen Krieges (1756–1763) war die Formidable, unter dem Kommando von Capitaine de Vaisseau Marc-Antoine de Saint-André, Teil einer französischen Flotte (21 Linienschiffe) die am 20. November 1759 mit einer britischen Flotte (23 Linienschiffen) ins Gefecht kam (Seeschlacht in der Bucht von Quiberon). In dieser für die Franzosen verlustreichen Schlacht, in welcher sechs französische Schiffe versenkt und die Formidable von der britischen Resolution erobert wurden, war sie das Flaggschiff des Chef d’escadre Louis de Saint-André du Verger. Dieser, Kommandeur der französischen Nachhut, wurde während der Schlacht zusammen mit seinem jüngeren Bruder, dem Kommandanten der Formidable, durch dieselbe Kanonenkugel getötet.
Anschließend wurde es unter dem Namen Formidable für die Royal Navy in Dienst gestellt, aber durch diese erfolgte kein Einsatz mehr und das Schiff wurde ab 1767 bis zum 24. Januar 1768 in Plymouth abgebrochen.

## Technische Beschreibung
Die Formidable war als Batterieschiff mit zwei durchgehenden Geschützdecks konzipiert und hatte eine Länge von 57,82 Metern (Geschützdeck) bzw. 54,74 Metern (Kiel), eine Breite von 14,56 Metern und einen Tiefgang von 7,09 Metern bei einer Verdrängung von 3.400 Tonnen. Sie war ein Rahsegler mit drei Masten (Fockmast, Großmast und Kreuzmast). Der Rumpf schloss im Heckbereich mit einem Heckspiegel, in den Galerien integriert waren, die in die seitlich angebrachten Seitengalerien mündeten.
Die Bewaffnung bestand bei Indienststellung aus 80 Kanonen, die sich im Kaliber aber im Laufe ihrer Dienstzeit änderte.
|              | Unteres Batteriedeck | Oberes Batteriedeck | Backdeck      | Achterdeck     | Kanonen (Geschossgewicht) |
| ------------ | -------------------- | ------------------- | ------------- | -------------- | ------------------------- |
| Design       | 30 × 36-Pfünder      | 32 × 18-Pfünder     | 6 × 8-Pfünder | 12 × 8-Pfünder | 80 Kanonen (440,55 kg)    |
| 1760 (brit.) | 30 × 32-Pfünder      | 32 × 24-Pfünder     | 6 × 9-Pfünder | 12 × 9-Pfünder | 80 Kanonen (428,56 kg)    |

## Besatzung
Die Besatzung hatte eine Stärke von 814 Mann (14 Offiziere und 800 Unteroffiziere bzw. Mannschaften) in französischem und 650 Mann in britischem Dienst.

## Bemerkungen
1. ↑  Die französische Einteilung in Rangklassen wich von der britischen ab. Zum Zeitpunkt der Fertigstellung  der Formidable waren französische Schiffe Ersten Ranges Dreidecker mit bis zu 118 Kanonen oder Zweidecker ab 80 Kanonen
2. ↑  Bei der Berechnung des Gewichtes einer Breitseite kann es zu Unterschieden kommen, da in der damaligen Zeit ein Pfund, je nach Land, unterschiedliche Gewichtswerte hatte. Das französische Livre hatte z. B. ein Gewicht von 489,506 Gramm während das englische Pound ein Gewicht von 453,592 Gramm hatte.